# ドラえもんWii ひみつ道具王決定戦!
『ドラえもんWii ひみつ道具王決定戦!』（ドラえもんウィー ひみつどうぐおうけっていせん）は、2007年12月6日にセガから発売されたWii専用のひみつ道具パーティゲーム。『マリオパーティ8』のように、Wiiリモコンでサイコロを振ったり、4人でミニゲームをすることができる。なお、『ドラえもん』のゲームシリーズで初のWiiソフトである。メインはボードゲーム。

## ストーリー
ひみつ道具を上手く使いこなすことができない、とジャイアンたちに馬鹿にされたのび太。ジャイアン達は「自分達のほうが全然ひみつ道具を使いこなせる」と高を括り、ドラえもんに道具を貸して欲しいというがドラえもんからは「君達に貸してもロクなことはないよ」と貸す気がまったくなく、このままでは拉致があかないと思い、そこでドラえもんが出したのは「立体すごろくメーカー」。これは22世紀の子どもたちがひみつ道具の使い方を学ぶための道具で、写真などから立体のすごろくが作れ、その中に入って遊ぶことができるというもの。それを聞いたのび太たちは優勝者に贈られる称号「ひみつ道具王」を目指してゲームにチャレンジするのだった。

## 操作
操作は、Wiiリモコンを使って（縦持ち）操作する。ヌンチャク、クラシックコントローラ、ゲームキューブコントローラは使用できない（いずれかのコントローラが刺さっていると、テレビに警告が表示される）。理由は、「Wiiリモコンを使って楽しんで欲しい」ということから。

## キャラクター

### 基本のキャラクター・スペシャル技
ボードゲーム、ミニゲームで使用できるキャラクター。なお、ドラミは全6種類のボードをクリアするとエンディングの後に遊びに来る形で使用できるようになる。（）内は声優。各キャラそれぞれにスペシャル技があり、ドラえもんとドラミは自身に有利になるのに対して、他の四人はそれぞれ妨害タイプになっている。なお、のび太、しずか、スネ夫のいずれかのスペシャルの効果を受けているときに、この3人のうちの別の誰かがスペシャル技を使った場合、新しい方の効果を受ける。ドラミの場合も同様。
ドラえもん（水田わさび）
のび太達が誰かひみつ道具を使いこなすかで揉めていた為、立体すごろくメーカーを出し、皆でひみつ道具王の称号を賭けることを思いつく。しかし、立体すごろくメーカーにはドラえもん本人も知らない秘密がある。
スペシャル技：「なにかないか、なにかないか」
強力なひみつ道具がランダムで2つ手に入る。
のび太（大原めぐみ）
ジャイアン達にいつもひみつ道具を使いこなせないのを馬鹿にされ、今回こそはうまく使いこなそうと奮闘する。
スペシャル技：「一、二、三、……グゥ」
2ターンの間、他のプレイヤーのサイコロの目を1にする。
しずか（かかずゆみ）
他の3人に比べ、ひみつ道具をこなせるかには興味がないが立体すごろくメーカーのシステムに興味を見て積極的に参加する。
スペシャル技：「そんなにひどい音かしら」
2ターンの間、他のプレイヤーはひみつ道具を使えなくなる。
ジャイアン（木村昴）
いつものようにのび太のことを馬鹿にし、自分のほうが使えると高を括り、今回の発端となった人物。優勝は自分しかいないと思っている。
スペシャル技：「えいきゅうにかりておくだけだぞ！」
他のプレイヤーたちからランダムで1つずつひみつ道具を奪う。
スネ夫（関智一）
ジャイアン共々のび太を馬鹿にし、この中で1番自分のほうが使いこなせると思い、ひみつ道具王の称号を狙う。
スペシャル技：「みんな、わるいね」
2ターンの間、他のプレイヤーが「ポイントプラスマス」で獲得したポイントを自分も受け取る。
ドラミ（千秋）
ストーリーにはほとんど登場しないが事件後、ドラえもん達が遊んでいることを知り、参加する。また今回はドラえもん達との掛け合いはない。
スペシャル技：「わたしにまかせなさい！」
2ターンの間、自分のサイコロの目を1〜3から自由に選べる。
また、特定のパスワードを入力すると使用可能になる、緑の巨人伝コスチューム時のスペシャル技「みどりアンテナ」がある。これは次の番までに自分以外全員が出したサイコロの目の合計の数だけポイントを得られるというもの。スペシャル技はスペシャルゲージが100%になると使用可能になる。スペシャルゲージは、マイナスマスやバッドイベントマスなどの被害系のマスに止まる(10%)、ひみつ道具の攻撃を受ける (20%)、のび太、しずか、スネ夫、ジャイアンのスペシャル技を受ける(20%)、スゴロイド、またはサイコロンの攻撃を受ける (30%)などにより増加する。スペシャル技を使ったらスペシャルゲージが0%に戻る。

### おジャマキャラ
ボードゲーム中で全員が決められた周数の半分を通過すると登場するキャラクター。大きな被害を与えるスゴロイドと小さな被害を与えるサイコロンの2種類がおり、ポイントを減らす、マスを戻すなど、同じマスに止まったプレイヤーの邪魔をするが、セーフとなって何も起こらない場合もある。登場するマスはそれぞれ決まっている。サイコロンの場合は誰かがバッドイベントマスに止まると時々登場し、約4回サイコロを振ると消える（のび太のまち2は例外）。なお、「のび太のまち2」ではスゴロイドとサイコロンが同時に登場する。

### その他のキャラ
イベントやミニゲームなどに登場。
- ミニドラ（あかいとまと）
- 先生（高木渉）
- ミチビキエンゼルほか（亀井芳子）
- ハルバルほか（高戸靖広）
- ジャイ子
- 出木杉くん
- ピー助

## ゲーム紹介

### ボードゲーム
メインゲーム。最大で4人同時プレイが可能。4人のキャラクターが必要なゲームであるため、プレイヤーが操作しないキャラクターはCOMプレイヤーになる。異なるプレイヤーが同じキャラクターを選ぶことはできない。サイコロを振る順番はルーレットで選ばれる。ルールは基本的に普通のすごろくと変わらない。
最初に設定しなければならない項目
- 人間のプレイ人数
- 使うキャラクター
- COMプレイヤーがいる場合はその強さを4段階（よわい、ふつう、つよい、さいきょう）から選択。
- プレイするボード
- 周回数を3段階（2、4、6周）から選択。
- サブボーナスの有無の選択

最初の設定を終えた後は、プレイする順番をルーレットで決定し、内容の確認をするとゲームスタートとなる。
1周、またはゴールするとポイントを得られる。のび太のまち、のび太のへや、くものくに、うちゅうのたびの場合は、1位から順に10ポイント、6ポイント、2ポイント、0ポイント。きょうりゅうのせかい、のび太のまち2の場合は、1位から順に15ポイント、8ポイント、3ポイント、0ポイント。
サブボーナスとは、ひみつ道具王を発表する前に発表する3つの賞「ミニゲームで勝ったで賞」「マイナスマス止まったで賞」「おいこし賞」をさす。いずれか受賞すると3ポイントを獲得できる。1位が複数いる場合は、その全員が3ポイントを獲得できる。

### ボードの種類
ボードは以下の6つ。そのうちの5つはドラえもん達によって作られたボードである。
のび太のまち
ドラえもんがお試しで作ったボード。のび太の町を舞台にしたボード。最初から遊べる唯一のステージであり、大きさも比較的小さく初心者向けとなっている。ボードの途中には壁があるところがあるが、そのとき通りぬけフープを持っていれば、それを越えて近道をすることができる。また、剛田商店マスに止まると、自分のターンが3回経過するか、サイコロの5か6が出るまで抜け出せなくなってしまう。このゲームが終わると、雲のくに、きょうりゅうのせかい、うちゅうのたび、のび太のへやのボードがプレイできるようになる。分かれ道は1回。
雲のくに
しずかのアイデアで作られた雲の上の世界を舞台にしたボード。のび太のまちをクリアするとプレイできるようになる。それぞれのマス郡がわかれており、お天気マスでそれらの間に虹をかけて渡れるようにしたり、雨を降らせて虹を消すことができる。また、雲かためガスを持っていても渡ることができる。雨のときにしか現れない雷マスに止まると、ポイントを他のプレイヤーに奪われてしまう。分かれ道は1回。
うちゅうのたび
スネ夫のアイデアで作られた宇宙の世界を舞台にしたボード。のび太のまちをクリアするとプレイできるようになる。天の川鉄道マスを通過するときにその場に天の川鉄道が止まっていれば近道をすることができ、その間はひみつ道具を使えないが、効果を受けることもない。天の川鉄道が止まっていないときでも天の川鉄道乗車券を持っていれば天の川鉄道に乗ることができる。天の川鉄道乗車券を使うと、他の人が乗っていた場合は鉄道からおろされる。このボードのポイントマイナスマスで奪われたポイントはジャックポットマスに貯まり、そこにちょうど止まると貯まったポイントをすべて得ることができる。未知とのそうぐう機を使うと、貯まっているポイントを2倍に増やすことができる。分かれ道はない（天の川鉄道マスを分かれ道とみなす場合は3回）。
のび太のへや
のび太のアイデアで作られたのび太の部屋を舞台にしたボード。のび太のまちをクリアするとプレイできるようになる。本にはさまれたしおりを通過するときにサイコロで6が出れば近道を通ることができる。ラジコンマスに止まるとラジコンを動かすことができ、そのラジコンの通り道のマスに止まっていたプレイヤーはラジコンにぶつかり3ポイントを失うことになる。また、ロボッターでも動かすことができる。分かれ道は3回（ただし2回目は片方の道にラジコンがあり選べないことがあり、3回目は1人目は右、2人目は左…と交互に通ることになる）。
きょうりゅうのせかい
ジャイアンのアイデアで作られた恐竜が住んでいる世界を舞台にしたボード。のび太のまちをクリアするとプレイできるようになる。一定の周期ごとに起こる潮の満ち引きや火山活動によって、ポイントプラスマス、ポイントマイナスマスが絶えず入れ替わる。火山マスに止まると、周期を無視して火山活動を起こすことができる。潮の満ち引きは全員のターンが1回、火山活動は3回経過すると行われる。また、スーパーサウルスの背中を渡るとき桃太郎印のきびだんごを持っていれば、進路をプラスマスの多い道に変更してくれる。分かれ道は1回（桃太郎印のキビダンゴルートであわせると2回）。
のび太のまち2
立体すごろくメーカー自らひみつ道具王のテストのために作られたのび太のまちを拡大したようなボード。上の5種類のボードをクリアするとプレイできるようになる。クリアすると合格となり、エンディングとなる。ジャック豆を持っていると雲の道へ行くことができる。プラスマスもたくさんあるが「!!」のマスに止まると落ちてしまう。のび太のまちと同じく、剛田商店のマスもある。そして、犬が寝ているマスに止まるとマスをもどされてしまう。分かれ道は3回。
そして、ゴールすると、ボーナスルーレットを回すことができる。ルーレットは「プラス1ポイント」「ブラス2ポイント」「ひみつ道具ゲット!」「スカ。」の4種類。かわりにスペシャル技や一部のひみつ道具が使えなくなる。3人がゴールするとゲーム終了し、サブボーナスやひみつ道具王が発表される。

### ボードのマスの種類
ポイントプラスマス
マスに書かれた数値のポイントを得られる。
ポイントマイナスマス
マスに書かれた数値のポイントを失う。
ひみつ道具マス
ひみつ道具を1つをもらうことができる。最大で4つのひみつ道具を所持することができる。5つ以上持つと、4つになるまで選んで捨てなければいけない。
ショップマス
ポイントを使用してひみつ道具を買うことができる。通過するだけでも買うことはできるが、ちょうどこのマスに止まると低いポイントで買うことができる。最初の方は買えないひみつ道具もある。店主は藤子・F・不二雄のSF短編に登場するヨドバである。
ミニゲームマス
ミニゲームが始まる。ミニゲームに勝つとひみつ道具1種類と2ポイントを得られる。なお、全員が1周するごとに周回ミニゲーム（2対2、または1対3）が発生する。
チャレンジマス
ポイント、ひみつ道具、スペシャルゲージを賭けてミニゲームをする。ポイントの場合は、ルーレットで出た数値のポイントを賭け、勝つと賭けたポイントを全部得ることができる。ひみつ道具の場合は、勝つとランダムで選ばれたひみつ道具を全部もらうことができる。スペシャルゲージの場合は、勝つとスペシャルゲージが100%になり、負けると0%になる。
グッドイベントマス
ランダムでさまざまないいイベントが発生する。
バッドイベントマス
ランダムでさまざまな悪いイベントが発生する。

### ひみつ道具
移動系
サイコロの出目や数を変化させたり、別のマスにワープしたり、ワープさせたりすることのできる道具。自分がワープする道具は使うとサイコロを振らずに番が終了する。
配置系
あらかじめマスに配置しておくことで効果を発揮する道具。そのマスに止まる、あるいは通過するプレイヤー（自分含む）に効果がある。そのマスに止まるとポイントを奪える、サイコロの出目を変えられるなどがある。また、相手や自分を通ろうとすると、そこで止めるひみつ道具もある。
攻撃系
相手からポイントやひみつ道具を奪うなど、直接攻撃する道具。
防御系
相手からの攻撃を防ぐ道具。
ターン操作系
相手、または全員を何回か休みにすることのできる道具。
その他
その他の効果をもつ道具。おもに使うとルーレットでえらんだねがいをかなえる、使うと使ったターンにプラスマスやマイナスマスに止まった場合にのみ効果が3倍になったり半分になったりする。

### ミニゲームパーク
ボードゲームでプレイしたことのあるミニゲームを自由にプレイすることができる。ミニゲームは全部で35種類。ボードゲームで1度遊んだゲームを遊べる（ただし「おざしきつりぼり」「さか道レバー」「空気ピストル」「どくさいスイッチ」の4種類は最初から遊べる）。全部のゲーム（一部は表示されない）のハイスコアを更新すると「ひみつのあんごう」が1つ出現する。
ノーマルバトル
回数を1・3・5・7・10回の中から選び、4人対戦のミニゲームで戦う。1位は5ポイント、2位は3ポイント、3位は1ポイント、4位は0ポイントを獲得でき、最後にポイントが一番多いプレイヤーが勝利。
チームバトル
2対2で戦い、チームのポイントの合計を競う。4人対戦のミニゲームに関してはノーマルバトルと同じだが、2対2のミニゲームでは勝ったチームが2ポイントを獲得できる。
フリーバトル
ミニゲームを自由に選んで遊べる。

#### ミニゲームの種類
どくさいスイッチ
4人で対戦。「おせ！」という文字が出た瞬間、Aボタンを押す。順位が表示され、一番遅かった人から1人ずつ消えていく（最後が同時なら、2人消える）。おせ！の文字が出る前にAボタンを押すとお手付きで失格になってしまう。全員が同時なら引き分け。最後まで生き残った1人が勝ち（一位タイはありえない）。
アンキパン
お手本と同じ絵をポイントしてAボタンを押しながら前につきだして写し取る。通常時は50点、「ボーナス」の文字が表示されている時は80点獲得できる。間違った絵を写し取ると30点の減点。
うちゅうきゅうめいボート
30点、50点、70点、100点の4種類の星が画面上部に、ボートが下部に表示され、星に向かう矢印がシャッフルされて消えた後、ボートを選ぶ。全3回戦で3回目はランダムに2つの星の位置が入れ替わる。
おざしきつりぼり
リモコンを振り、魚の合図が出たら振り上げる。イワシは100点、サバは200点、タイは300点、サメはマイナス1000点。サメは2回登場。
カムカムキャット
リモコンを振り、ミニドラをおびき寄せる。ミニドラは1体10点。ながく振りすぎるとしばらく振ることができなくなる。
キューピッドの矢
リモコンを引っ張ってミニドラに矢をはなつ。引っ張る強さで矢の遠さもかわる。緑が10点、黄色が20点、赤が30点。
強力うちわ「風神」
リモコンを振って羽ばたき、400メートル地点を目指す。ながく羽ばたきすぎるとしばらく羽ばたくことができなくなる。風が吹き降ろしてくることもある。
空気クレヨン
2対2の対戦。出題された絵を2人で分けてAボタンを押しながら描く。コンピューターが採点し、点数の多い方が勝ち。
空気ピストル
飛んで来る的をAボタンかBボタンで撃つ。連続で撃つと点数が2倍、3倍…と増えていく。10点、30点、50点、100点、200点、マイナス50点の6種類。
空気ほう
2対2の対戦。次々にふき上がってくる火山弾をリモコンのBボタンで撃つ。10発連続で撃つと少しの間撃てなくなる。2人で同時に撃つと「なかまボーナス」として、今持っている点数が増える。時々出る大きい火山弾は2人で協力して撃たないとこわせない。なお、落ちても点数は減らない。
ゴルゴンの首
リモコンを横にして使う。十字ボタンで動かし、2ボタンでゴルゴンの首を箱に入れる。1ボタンを押しながら動くとダッシュできる。端へ行くとワープし、一時的に逃げることができる。ゴルゴンの首から出る光線に当たると持っていたゴルゴンの首の3匹を失い、強制的にどこかにワープさせられる。
さか道レバー
100、300、500メートルからランダムで選ばれる長さを最初に表示し、そのメートルの分だけゴールから離れ、スタートする。リモコンを縦に持つ、横に向けるを繰り返してゴールに行くというゲーム。ただし、ゴールより先に行ってしまうと、落とし穴に落ちてしまう。
じげんバカダン
じげんバカダンをAボタンでポイントし、相手のエリアにはじき出す。爆発すると×マークが一つ増え、×が一番少ない人の勝ち。
ショックガン
トーナメント方式で戦う。リモコンを下に向けて3秒のカウントダウンの後、「ショット!」の文字が表示されてからBボタンを押しながらリモコンを素早く画面に向けるゲーム。0.01秒でも早く撃った方が勝ち。早すぎるとフライングになり、3回フライングになると失格。「ショット!」の文字が出て6秒以上たってもどちらかが上げなかったら失格。

### ひみつ道具ずかん
ボードゲームでもらったことのあるひみつ道具が記録されていく。ひみつ道具は全部で100種類。公式サイトで再公開されるパスワードを入れるとひみつ道具図鑑のみのひみつ道具（こまったね・あの人は居間・チャン酢）がもらえる。未収録作品もあり、ゲームオリジナル道具（立体すごろくメーカー）もある。下は全100種類のひみつ道具。なお、ひみつ道具ずかんでは子どもが分かるように、2年生以降で習う漢字は使っていない。
「移動系」
フエルミラー
自分のサイコロを2個にふやせる。
レプリガン
自分のサイコロを3個にふやせる。
バイバイン
自分のサイコロを4個にふやせる。またミニゲームに登場する。
トランポリンゲン
自分のサイコロの目を1にできる。またミニゲームに登場する。
ターザンロープ
自分のサイコロの目を2にできる。
ゴキブリぼう
自分のサイコロの目を3にできる。
ハッスルねじまき
自分のサイコロの目を4にできる。
SLえんとつ
自分のサイコロの目を5にできる。
タケコプター
自分のサイコロの目を6にできる。またミニゲームに登場する。
さか道レバー
自分のサイコロの目を1〜3の間で選べる。またミニゲームに登場する。
りくじょうボート
自分のサイコロの目を4〜6の間で選べる。またミニゲームに登場する。
ヤリトゲ
選んだ相手のサイコロの目を1にできる。
ゴーゴードッグ
選んだ相手のサイコロの目を2にできる。
カムカムキャット
選んだ相手のサイコロの目を3にできる。
イメージライトキャップ
選んだ相手のサイコロの目を4にできる。
じどう歩き回りそうち
選んだ相手のサイコロの目を5にできる。
人間あやつり機
選んだ相手のサイコロの目を6にできる。
なんでもコントローラー
選んだ相手のサイコロの目を1〜3の間で選べる。
人間ラジコン
選んだ相手のサイコロの目を4〜6の間で選べる。
どこでもホール
自分を1〜3マスにワープできる（ワープ先の効果は受けない）。
どこでもドア
自分を1〜6マスにワープできる（ワープ先の効果は受けない）。
強力うちわ「風神」
選んだ相手を1〜3でワープさせる（ワープ先の効果は受けない）。またミニゲームに登場する。
バジョー扇
選んだ相手を1〜6でワープさせる（ワープ先の効果は受けない）。
「マス置き系」
シナリオライター
このひみつ道具をおいたマスに止まった相手のサイコロの目を1にする。
アトカラホントスピーカー
このひみつ道具をおいたマスに止まった相手のサイコロの目を2にする。
あらかじめ日記
このひみつ道具をおいたマスに止まった相手のサイコロの目を3にする。
ここほれワイヤー
このひみつ道具をおいたマスに自分が止まると3ポイントもらえる。
宝星たんさロケット
このひみつ道具をおいたマスに自分が止まると5ポイントもらえる。
宝さがし機
このひみつ道具をおいたマスに自分が止まると10ポイントもらえる。
おもちゃのへいたい
このひみつ道具をおいたマスに止まった相手から3ポイント奪える。
ロボけいかん
このひみつ道具をおいたマスに止まった相手から5ポイント奪える。
ころばし屋
このひみつ道具をおいたマスに止まった相手から10ポイント奪える。
よかん虫
このひみつ道具をおいたマスで自分が止まることができる。
あい手ストッパー
このひみつ道具をおいたマスを通った相手は必ずそのマスで止まらなければいけなくなる。
かたづけラッカー
マスにしかけたひみつ道具を消すことができる。
「直接ひみつ道具奪い系」
手ばり
選んだ相手の現在もっているひみつ道具をランダムで1つ奪える。
タイムトリモチ
選んだ相手の現在もっているひみつ道具をランダムで2つ奪える。
とりよせバッグ
選んだ相手の現在もっているひみつ道具をランダムで3つ奪える。またミニゲームに登場する。
チョーダイバンド
選んだ相手の現在もっているひみつ道具で好きなものを1つ奪える。
ナゲーなげなわ
選んだ相手の現在もっているひみつ道具で好きなものを2つ奪える。
「ターン操作系」
そくせきおとしあな
選んだ相手を1回休みにする。
ゴルゴンの首
選んだ相手を2回休みにする。またミニゲームに登場する。
さいみんき
全員を1回休みにする。
日本ひょうじゅんカレンダー
全員を2回休みにする。
「直接ポイント奪い系」
空気ピストル
選んだ相手から2ポイント奪える。またミニゲームに登場する。
空気ほう
選んだ相手から3ポイント奪える。またミニゲームに登場する。
むてきほうだい
選んだ相手から5ポイント奪える。またミニゲームに登場する。
ひっちゅうゴムパチンコ
全員から1ポイントずつ奪える。
ペンシルミサイル
全員から2ポイントずつ奪える。
ミニ・ブラックホール
全員から3ポイントずつ奪える。
のろいのカメラ
ランダムで選ばれた相手から3ポイント奪える。
ビョードばくだん
ランダムで選ばれた相手から4ポイント奪える。
じげんバカだん
ランダムで選ばれた相手から6ポイント奪える。またミニゲームに登場する。
Yロウ
選んだ相手のもっているポイントの2割を奪える。
あくまのパスポート
選んだ相手の持っているポイントの4割を奪える。
ばっきんばこ
全員からもっているポイントの1割を奪える。
ぜいきんとり
全員からもっているポイントの3割を奪える。
ひい木
ランダムで選ばれた相手から持っているポイントの3割を奪える。
タスケロン
ランダムで選ばれた相手から持っているポイントの半分を奪える。
「場所入れ替え系」（ひみつ道具、ポイント、スペシャルゲージはかわらない）
身代わりバー
自分と選んだ相手の場所を入れ替える。
クロス・スイッチ
選んだ二人の場所を入れ替える。
ふきとばしせんぷうき
ランダムで全員の場所を入れ替える。
ポケットたつまき
スゴロイド、サイコロンを含めるランダムで全員の場所を入れ替える。
「場所入れ替え系（ひみつ道具）」（ボードゲームの場所、ポイント、スペシャルゲージは変わらない）
入れかえロープ
自分とランダムで選ばれた相手の現在もっているひみつ道具を入れ替える。
タチバガン
自分を入れたランダムで現在もっているひみつ道具を入れ替える。
「防御系」（つかう、つかわないは選べない）
デンデンハウス
攻撃を1回ふせぐ。ただしマスにしかけられたのはのぞく。
石ころぼうし
スゴロイド、またはサイコロンの攻撃をふせぐ。
「ミニゲームにのみ登場するひみつ道具」（五十音順）
- アンキパン
- うちゅうきゅうめいボート
- おざしきつりぼり
- キューピットの矢
- 空気クレヨン
- ショックガン
- スーパー手ぶくろ
- タイムふろしき
- タイムマシン
- どくさいスイッチ
- ハネツ機
- ひらりマント
- ふくげん光線
- まあまあ棒
- ミチビキエンゼル
- ムードもりあげ楽団

「ひみつ道具図鑑のみ登場系」（パスワードを入れて見られる）
- あの人は居間
- こまったね
- チャン酢

「そのボードゲームのみのひみつ道具」
とおりぬけフープ（のび太のまち）
かべをとおりぬけて通常道では約10マス、とおりぬけフープでは3マスの近道ができる（ただし分かれ道があり遠回りの方を行くと使えない）。
くもかためガス（雲のくに）
にじのはしがなくても雲で道を作ってわたることができる。
お天気ボックス（雲のくに）
にじのはしを作ったりなくしたりする。マスにある。にじのはしがないと前には進めなくなる（ただしくもかためガスを使えば進める）
ラジコンシミュレーター（のび太のへや）
マスにあり、ラジコンを動かすことができる。ラジコンにぶつかったら、マスを戻されたり、3ポイントを失ったりする。
ロボッター
ラジコンを、好きなときに動かせることができる。
天の川鉄道乗車券（うちゅうのたび）
天の川鉄道コースは約7マス分の近道ができ、プラスマス、グッドイベントマスがいっぱいある。天の川鉄道に乗れるのは早い者勝ち。3回、乗れるチャンスがある。天の川鉄道に乗れない時に天の川鉄道乗車券を使うと、現在乗っていた人は降ろされ、鉄道を呼び出すことができる。
未知とのそうぐう機
全員がマイナスマスでなくなったポイントを、ジャックポットにためる。未知とのそうぐう機を使えば、ジャックポットにあったポイントが2倍に増える。
桃太郎印のきびだんご（きょうりゅうのせかい）
スーパーサウルスに、別のルートへ行かせてくれる。約5マス分の近道ができ、プラスマス最高ポイント+10が3マスある。
ジャック豆（のび太のまち2）
約30マス分の近道ができ、プラスマスもたくさんある。!!のマスに止まると雲から落ちてしまう。!!のマスは2回。また、次の人（周数がジャック豆を通った人より遅い場合は違う）が分かれ道として1回、行くことができる。
「その他」
スモールライト
使った番にプラスマスかマイナスマスに止まると、効果が半分になる。取り消しは不可能。
ビッグライト
使った番にプラスマスかマイナスマスに止まると、効果が3倍になる。こちらも取り消しは不可能。
もしもボックス
ルーレットで色々な願いをかなえる。もしも、ゴールする直前だったら。というのもあるが、スカ（何も起こらない）や、スゴロイドが1位マスに止まったらというのもある。
ニセ宇宙人
うちゅうのたびに登場。だれかがグッドイベントやバッドイベントマスに止まると時々登場する。
立体すごろくメーカー
写真や絵から、すごろくを作る道具。1番になるとひみつ道具王の称号がもらえる。これはイベントにとうじょう。

### オプション
ひみつのあんごう
ゲームを進めていくうちに明かされる暗号を入力することができる。全部で3つ。ひみつ道具をコンプリートさせると出現するもの、すべてのミニゲームでハイスコアを記録すると出現するもの、緑の巨人伝コスチュームのキャラ6人全員でプレイすると出現するものがある。
パスワード
雑誌で発表され、公式サイトで再公開されたパスワードを入力することができる。
おまけ
これまで見たイベント、スタッフロールを見ることができる。プロローグ、イベント1、イベント2、エピローグ、スタッフロールの全5種類。

## 特典
予約特典
「だれのかわかるバンド」。Wiiリモコンのストラップとして付けることのできるバンド。全6種類。誰のWiiリモコンか区別することができるというもの。
初回特典
「ビーナランド ドラえもん でんわかけちゃおっ! オリジナルカード」。「ビーナランド ドラえもん」で使用可能なカード。キャラクターはドラミ、ひみつ道具ははじめてポン。